# أرشيبالد كامبل ميلر
أرشيبالد كامبل ميلر هو سياسي كندي، ولد في 29 أبريل 1836، وتوفي في 17 نوفمبر 1898. انتخب عضو مجلس العموم الكندي.